# Maria-Eleni Kyriakou
Maria-Eleni Kyriakou (født 11. januar 1984) er en cypriotisk sangerinde. Hun var repræsentant for Grækenland ved Eurovision Song Contest 2015 i Wien med nummeret "One Last Breath" efter at have vundet den græske forhåndsudvælgelse den 4. marts.